# 委内瑞拉政党干预
委内瑞拉政党干预是指尼古拉斯·马杜罗执政期间，亲政府的委内瑞拉最高法院下令对多个政党进行“干预”。在这些干预行动中，政党的领导层或大多数成员通常会被暂停职务、开除，或被最高法院指派的人员取代。
这些干预行动更换了历史上具有重要地位、反对查韦斯主义的委内瑞拉政党的领导层，例如基督教社会党和民主行动；但干预行动也针对一些曾经亲查韦斯主义的政党，例如委内瑞拉共产党。